# Protoradema baicalensis
Protoradema baicalensis là một loài Trichoptera trong họ Apataniidae. Chúng phân bố ở miền Cổ bắc.